# Hammermühleviadukt
Der Hammermühleviadukt ist eine Brücke der Autobahn A1/A4 bei Kemptthal nahe Winterthur im Kanton Zürich der Schweiz.
Der Viadukt liegt zwischen der Raststätte Kemptthal und dem Autobahnanschluss Winterthur-Töss und überspannt das Tal der Kempt etwas nördlich der ehemaligen Hammermühle, die 1861 von Michael Maggi übernommen wurde und zum ersten Werk von Maggi wurde. Die Brücke ist 382 Meter lang und überquert auf einer maximalen Höhe von 20 Metern den Talgrund. Die Brücke überquert die Winterthurerstrasse – die Hauptstrasse 1, über die vor dem Bau der Autobahn der Hauptverkehr zwischen Zürich und Winterthur floss, die Bahnstrecke Zürich–Winterthur, die Kempt und die kleine Kläranlage Lindau-Givaudan.
Die Hohlkastenbrücke aus Spannbeton besteht aus sieben Feldern, die eine Stützweite zwischen 41 und 65 Metern haben. Der Hohlkasten hat einen trapezförmigen Querschnitt und ist 9,8 Meter breit und 4,2 Meter hoch. Die Gesamtbreite der Brücke mit den Konsolen beträgt 28 Meter. Der Überbau liegt in einer leichten Kurve und wird von den sechs Fahrspuren und zwei Standstreifen der Autobahn genutzt.